# Quo
Quo fue una revista de periodicidad mensual editada entre 1995 y 2019. Abordaba la divulgación científica a través del pensamiento y el entretenimiento. Incluía contenidos en los que se trataban temas de salud, ciencia, tecnología, historia, ecología, tecnología, nutrición y psicología. 
La revista fue creada por la filial española de la editorial francesa Hachette Filipacchi. Fue lanzada en España en 1995. Su primer director fue Óscar Becerra y el director de arte era Pancho Guijarro. Becerra y Guijarro contaron con los periodistas Javier Huerta y Aitor Marín como únicos redactores en la primera etapa de la publicación. Juan Caño, exvicepresidente editorial de Hachette, estuvo muy involucrado en el desarrollo creativo de la publicación. También estuvo dirigida por Palma Granados. Su último director fue Jorge Alcalde.
El Grupo Zeta lanzó CNR en España pocos meses después, una revista muy semejante a Quo. Hachette Filipacchi denunció a su competidora. Sin embargo, no fue la Justicia la que acabó con CNR, sino su escasa difusión. En julio de 2006 abandonó definitivamente su cita en los kioscos.
En 1997 surgió la edición mexicana, publicada por Editorial Televisa y dirigida por Gabriel Sama. El primer director de arte de la edición mexicana fue Julio Carrasco; Rodrigo Xoconostle y Soledad Aguirre fueron miembros del equipo de redacción original. Televisa perdería la concesión en México en el año 2003. En diciembre de 2003, Grupo Expansión comienza a publicar el título, hasta 2015, cuando la licencia para México es adquirida por Grupo Editorial Notmusa. Durante sus primeros años, Quo tuvo ediciones en la República Checa, Portugal y Francia, además de la mexicana. Las ediciones francesa y portuguesa desaparecieron.
En el número 282 (marzo de 2019) anuncia que ese sería el último número impreso en papel en España tras casi 24 años de historia, centrándose a partir de ese momento en su versión web, las redes sociales y en la edición de algunos especiales monográficos sin periodicidad fija.

## Secciones
La revista estaba compuesta por varias secciones en donde se exponían temas de interés y divulgación científica. A continuación una descripción de alguna de ellas:

### Cerebrum
«Preguntas y respuestas de todo tipo (exclusivo para curiosos insaciables)»
es el lema que acompañaba esta sección de la revista. Otra manera como se presentaba la sección era subtitulándola '«preguntas inteligentes», pues son los lectores quienes por diferentes medios (Facebook, Twitter, etc.) proponían preguntas para que aparecieran respondidas en el siguiente número de la revista.

### Expediente Q
«Buceo profundo en los temas científicos de actualidad»
Los contenidos de esta sección eran próximos a las ciencias naturales (biología, geografía, psicología, cuerpo humano, etc.).

### Plus
«Para llenar tu vida de diversión y conocimiento. Los extras que estabas esperando»

### Vérbum
«Todo tipo de ideas nacidas de mentes prodigiosas para transformar tu mundo.»
Bajo este subtítulo la revista Quo presentaba noticias relacionadas con inventos que impactan la vida diaria, centrándose principalmente en cuestiones tecnológicas.

### Quonectados
«Espacio a tu entera disposición. O casi»
Sección de la revista en la que se presentaban respuestas objetivas para preguntas hechas por los mismos lectores. Incluía entre otras cosas:
- Una agenda del mes. En donde se recopilaban una serie de eventos relacionados con la ciencia, tecnología y curiosidades a realizarse en el transcurso del mes en que se publica la revista y cuando finaliza.
- Consejo de sabios. Aquí aparece un grupo de expertos pertenecientes a diversas áreas culturales de los cuales se apoya la revista para tomar información confiable y acreditable.
- Correo. Donde aparecen las principales preguntas que se hacen los lectores de la publicación junto a una concreta respuesta.
- Opiniones de expertos. Los cuales exponen su punto de vista respecto a un tema determinado.

### Portafolio
Sección de la revista en la que aparece un interesante reportaje, acompañada de imágenes de gran calidad visual así como información con alto grado de interés.

### Prágmata
La sección más variada y extensa de toda la publicación.
Pragmata era quizá la sección de mayor interés, pues a través de diversas áreas de estudio y pensamiento analiza curiosidades del mundo actual. La sección abarca contenidos divididos en las siguientes áreas:

### Portada
La sección principal de la revista, pues hace alusión al tema sugerido en la propia portada de la publicación. Una sección interesante que incorpora información exclusiva, imágenes de gran calidad visual, y en ocasiones es acompañada de tablas y gráficos con tal de complementar el contenido de una manera eficaz.

### Reportajes
Sección que contiene temas variados y ciertamente diversos del mundo actual. Está sección varía de acuerdo a los reportajes que vayan a considerarse en la publicación, sin embargo contiene información que resulta ser de entretenimiento para el lector.
En febrero de 2008 publicaron un reportaje sobre Wikipedia en el que 15 expertos analizaban 30 artículos de Wikipedia en español.

## Selección Española de la Ciencia
En 2014, en colaboración con el Consejo Superior de Investigaciones Científicas y el Consejo Superior de Deportes, la revista establece la primera «Selección Española de la Ciencia», compuesta por trece científicos españoles destacados a escala internacional. La primera «selección» estuvo compuesta por Juan Luis Arsuaga, Valentín Fuster, Pere Puigdomenech, María Blasco, José Luis Sanz, Carlos Duarte, Celia Sánchez-Ramos, Avelino Corma, Margarita Salas, Ignacio Cirac, Pedro Echenique, Joan Massagué y Juan Carlos Izpisua.